# Le Miroir (Chagall)
Pour les articles homonymes, voir Le Miroir.
Le Miroir est un tableau réalisé par le peintre russe Marc Chagall en 1915. Cette huile sur carton représente un miroir réfléchissant une lampe à huile. Elle est conservée au musée russe, à Saint-Pétersbourg.

## Histoire
De 1914 à 1922 Chagall est bloqué à Vitebsk par la Première guerre mondiale puis par la Révolution d'octobre (1917).  Dans une lettre à Alexandre Benois il se plaint d'être bloqué dans son pays : « Me trouvant ici à cause de la guerre, je m'ennuie suffisamment (oh horreur de notre temps !) » . Dans Le Miroir, réalisé  en 1915, la silhouette de Bella, son épouse, est affalée toute petite sur la table en bas du tableau. Elle traduit la claustrophobie que Chagall éprouve alors en Russie .
Durant cette même année 1915, Chagall fait de plus son service militaire à Saint-Pétersbourg dans un bureau d'économie de guerre. Il connaissait la ville pour y avoir vécu après 1906 à l'époque où il a terminé ses études a l'École Bakst et Doboujinski. Petrograd était hors de la Zone de résidence où étaient obligatoirement cantonnés les Juifs. Chagall n'y avait eu accès que par tolérance en sa qualité d'étudiant. La vie n'y était vraiment pas facile vu le peu de moyens financiers dont il disposait. 
Dans le récit de sa vie Chagall écrit :

« Dans mes séjours à Pétersbourg, je n'avais ni autorisation d'y vivre, ni le moindre coin pour y habiter : pas de lit, point d'argent. Plus d'une fois j'ai regardé avec envie la lampe à pétrole qui brûlait sur la table. Voilà, pensai-je, elle brûle à son aise sur la table dans la chambre. Elle boit son pétrole à sa soif et moi ?… A peine si je me tiens sur la chaise, au bord de la chaise. Et la chaise n'est pas à moi. La chaise sans chambre. »

,.  
Pour l'historienne d'art Maria Berezanskaïa, professeure à la MGU à Moscou, Le Miroir est un clair exemple de ce que cette ville de Pétersbourg incarne dans la mythologie de Chagall. La toile représente une place vide et mystérieuse avec une seule colonne qui rappelle un paysage urbain typique de la ville. Une capitale dédiée au pouvoir, froide, indifférente à la souffrance du petit peuple .